# Districte d'Entlebuch

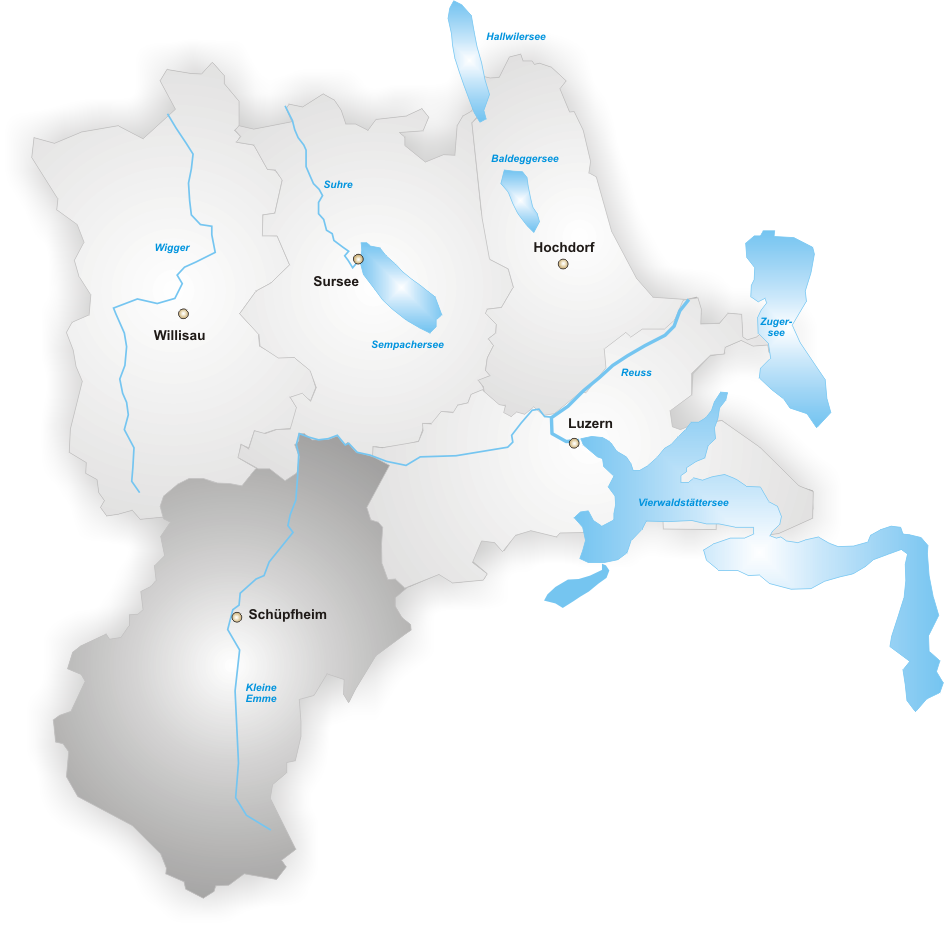
El districte d'Entlebuch

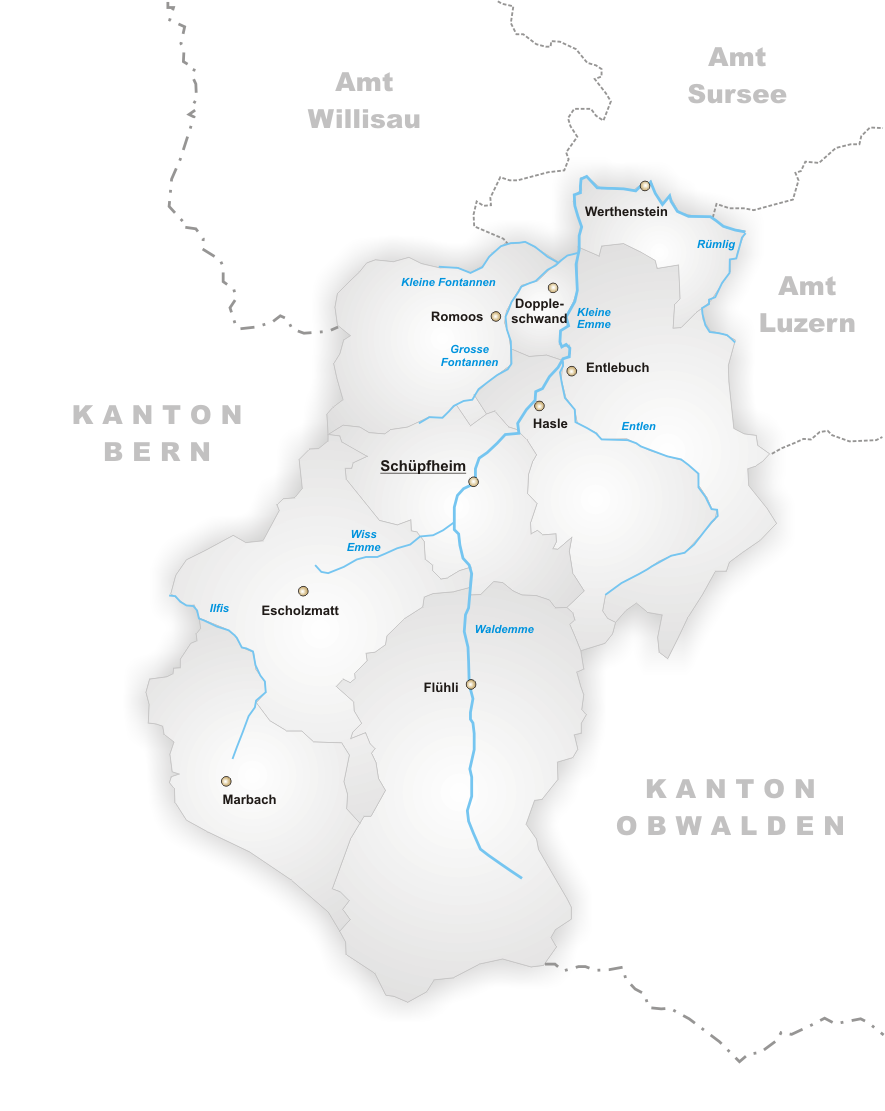
Municipis del districte

El Districte d'Entlebuch és un dels 5 districtes del cantó de Lucerna (Suïssa). Té una població de 18319 habitants (cens de 2007) i una superfície de 410.13 km². El cap del districte és Schüpfheim i està format per 9 municipis.

## Municipi
| Escut         | Municipi      | Habitants (Dez. 2007) | Superfície en km² | Número SFOS |
| ------------- | ------------- | --------------------- | ----------------- | ----------- |
| Doppleschwand | Doppleschwand | 717                   | 6.95              | 1001        |
| Entlebuch     | Entlebuch     | 3307                  | 56.90             | 1002        |
| Escholzmatt   | Escholzmatt   | 3153                  | 61.29             | 1003        |
| Flühli        | Flühli        | 1855                  | 108.24            | 1004        |
| Hasle         | Hasle         | 1688                  | 40.33             | 1005        |
| Marbach       | Marbach       | 1214                  | 45.10             | 1006        |
| Romoos        | Romoos        | 729                   | 37.24             | 1007        |
| Schüpfheim    | Schüpfheim    | 3757                  | 38.37             | 1008        |
| Werthenstein  | Werthenstein  | 1920                  | 15.80             | 1009        |
|               | Total (9)     | 18'319                | 410.13            | 0301        |